# Station Daleszewo Gryfińskie
Station Daleszewo Gryfińskie is een spoorwegstation in de Poolse plaats Daleszewo.